# Damengambit
Das Damengambit ist eine häufig gespielte Schacheröffnung aus der Gruppe der Geschlossenen Spiele und unter den ECO-Codes D06 bis D69 klassifiziert.
Die Hauptzugfolge ist:
1. d2–d4 d7–d5
2. c2–c4
Die Grundidee des Damengambits aus weißer Perspektive ist es, den weißen c-Bauern gegen den etwas stärkeren schwarzen d-Bauern zu tauschen und sich zum Beispiel mit nachfolgendem e2–e4 eine Bauernmajorität im Zentrum zu verschaffen, die als günstig gilt. Der Bauer c4 ist ungedeckt und kann geschlagen werden. Weiß kann den Bauern aber zurückgewinnen, wenn er es möchte. Es handelt sich somit trotz des Namens um kein echtes Gambit (Bauernopfer). Die Bezeichnung Damengambit bezieht sich auf den Damenbauern (d-Bauer), während die symmetrische Variante nach 1. e2–e4 e7–e5 2. f2–f4, das Königsgambit, durch den Zug des Königsbauern (e-Bauer) charakterisiert ist und ein echtes Bauernopfer enthält.
Folgende Varianten des Damengambits sind populär:
- 2. … e7–e6 (Abgelehntes Damengambit) Nach 3. c4xd5 e6xd5 kann Schwarz einen Bauern auf d5 behalten und somit nachfolgendes e2–e4 verhindern. Nachteil des Zuges ist, dass der Läufer c8 durch den Bauern e6 blockiert wird.
- 2. … c7–c6 (Slawische Verteidigung) Auch hier kann Schwarz mit einem Bauern zurückschlagen. Vorteil ist, dass der Läufer c8 nicht blockiert wird, aber der spätere Gegenangriff c6–c5 ist nun mit einem Tempoverlust verbunden, verglichen mit c7–c5 im abgelehnten Damengambit.
- 2. … d5xc4 (Angenommenes Damengambit)
- 2. … Sb8–c6 (Tschigorin-Verteidigung)

Seltener werden gespielt:
- 2. … e7–e5 (Albins Gegengambit)
- 2. … c7–c5 (Symmetrische Variante)
- 2. … Sg8–f6 (Marshall-Verteidigung)
- 2. … Lc8–f5 (Keres-Verteidigung) Versucht die Probleme des blockierten Läufers im abgelehnten Damengambit zu umgehen, indem der Läufer zuerst entwickelt wird. Der Bauer b7 ist jedoch nicht mehr verteidigt. Die Eröffnung gilt als vorteilig für Weiß.

Varianten des Damengambits entstehen in der Turnierpraxis häufig durch Zugumstellungen, etwa wenn Weiß mit 1. d2–d4 und 2. Sg1–f3 beginnt und erst später 3. c2–c4 folgen lässt. Andererseits kann Schwarz 1. d2–d4 mit 1. … Sg8–f6 beantworten und später … c7–c6 und … d7–d5 oder … e7–e6 und … d7–d5 folgen lassen.